# Христесева, Людмила

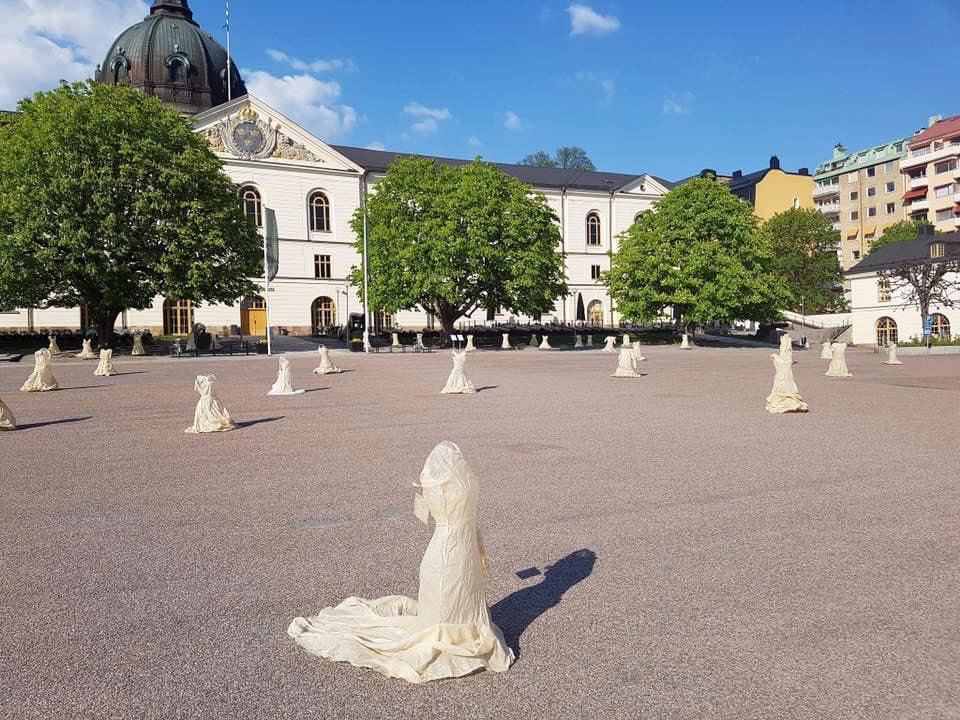
Экспозиция «У войны не женское лицо» на территории Музея Армии в Стокгольме (2016)

Людмила Христесева (бел. Людміла Хрысцесева, художественный псевдоним Л. Христесева/ L. Christeseva; род. 1978, Могилёв) — шведская художница белорусского происхождения. Получив диплом со степенью магистра Витебского Государственного технологического университета в области искусства и текстильного дизайна в Белоруссии в 2001, Христесева переехала жить в Швецию и подключилась к креативной команде шведского дизайнера Ларса Валлина.
Синтез белорусской и шведской культуры вдохновили Христесеву на исследование темы гендера, идентичности и репрезентации женщины в разных культурах. Христесева активно участвует в различных художественных проектах и выставках в Швеции и за рубежом. Её ателье Artten расположено в центре Стокгольма и функционирует как выставочная площадка для молодых художников.
Христесева получила степень магистра в области истории и теории моды в Университете Стокгольма, написав диссертацию на тему Pussy Riot, где модный аксессуар — балаклава — был использован в коммуникации оппозиционных взглядов. Она также училась в Высшей школе искусства Konstfack.
Её выставка «Sustainidentuty» о женственности в разных культурах была представлена в Казахстане (2015) и в Белоруссии (2016) при поддержке местных дипломатических корпусов. Скульптуры, сделанные из туалей, которые являются прототипами высокой моды, выставлялись в Музее Армии (2016), в резиденции американского посла в Стокгольме, Музее северных стран (2017—2018), а также в Саду Русендаль (2018).
В 2017 Христесева спродюсировала выставку «Ingmar Bergman and his legacy in fashion and art» для Шведского Института. Выставка была показана в течение юбилейного года Ингмара Бергмана при поддержке шведских посольств, в музеях и художественных галереях по всему миру. Летом 2018 года Bergmancenter пригласил Л. Христесеву представить свой художественный проект «Непобедимая женственность» на острове Форё.
Л. Христесева также является инициатором и продюсером HeforShe Arts Week в Стокгольме для UN Women Sverige (2017). По случаю Недель Мод, осенью 2018 года Людмила запустила свой новый проект «Fashion Speaкs» (Говорит мода), где оранжевые туали предстали как художественное оформление акции Orange Day, «Оранжевый день», созданной организацией «ООН-женщины» и призывающей остановить насилие в отношении женщин.
28 августа 2019 года Христесева объединила выдающихся шведских женщин идеей сестринства и пригласила их участвовать в её проекте — «Fashion Speaks: 100 shades of nature». Среди приглашённых была и шведский продюсер в области культуры Ульрика Скуг Хольмгорд. В сердце Стокгольма, на Strandvägen allé эти женщины показали коллекцию экологичной одежды от белорусского бренда «Historia Naturalls». Среди участниц этого проекта была посол Швеции в Белоруссии Кристина Юханнессон и основательница организации Женское право Мария Рашиди.
В своем творчестве Л. Христесева развивает несколько художественных направлений: Sustainidenity, Pinkism и The sky over.